# Pantaleó d'Etòlia
Pantaleó (en llatí Pantaleon, en grec antic Πανταλέων) fou un cap polític etoli, autor principal del tractat d'aliança formalitzat entre la Lliga Etòlia i la Lliga Aquea, aquesta darrera dirigida per Àrat de Sició, l'any 239 aC segons diu Plutarc. Era probablement la mateixa persona que el pare d'Arquedam d'Etòlia que menciona Polibi.